# 一須何神社
一須賀神社（いちすかじんじゃ、壹須何神社、壱須何神社）は、大阪府南河内郡河南町（旧石川村）にある神社。式内社で、旧社格は村社。

## 祭神
主祭神
- 大己貴尊（おおなむちのみこと）
- 天照皇大神（あまてらすおおかみ）
- 天児屋根尊（あめのこやねのみこと）
- 品陀別命（ほんだわけのみこと）

配祀神
- 天滿大自在天神 - 旧菅原神社祭神
- 天忍日尊
- 天津彦火瓊瓊杵尊
- 彦火火出見尊
- 彦波瀲武鵜鵜草葺不合尊
- 神日本磐余彦尊 - 以上5祭神、旧降旗神社祭神

当地は蘇我氏の末裔・石川朝臣の本拠地であり、『河内國式神私考』『渡会氏神名張考證』などでは、元は宗祖・蘇我石川宿禰を祀ったものであろうと記している。現在の祭神となったのは江戸時代初期とみられ、江戸時代には「天神」と称していた。『大日本神祇史』には「今俗伝市河明神」とある。

## 歴史
創建の由緒は不詳であるが、一帯は石川朝臣の本拠地であり、また一須賀古墳群の一角であることから、元は古墳の上にあったものとみられる。延喜式神名帳では小社に列している。
南北朝時代には、当地に南朝方の石川城が築かれ、当社も再三にわたり兵火を受けた。1589年（天正17年）、豊臣秀吉は石川郡代官伊藤加賀守秀盛を通して祈祷と境内免許の証を下した。その際に奉納された湯釜が社宝として残っている。
1801年（享和元年）刊の『河内名所図会』には、「一須賀神社は一須賀村にあり、延喜式内今天神と称す。当村大ヶ塚村の産土神也。宮寺に十一面観音を安置す」とある。1872年（明治5年）に村社に列格し、1907年（明治40年）、石川村大字東山の村社・菅原神社、大伴村大字南大伴の村社・降旗神社を合祀した。

## 現地情報
所在地
- 大阪府南河内郡河南町一須賀628

交通アクセス
- 最寄駅：近鉄南大阪線富田林駅下車後、4市町村コミバス東山行 バス停「一須賀」下車より徒歩約5分